# Загін ім. Богуна
Загін «імені Богуна» — військовий підрозділ УПА, створений на Поліссі, входив до ВО «Турів», Оперативної групи «УПА-Північ».

## Командири
Командирами загону були — «Ливар» (до 11.1943), «Сосенко» (Порфир Антонюк) (11.1943-01.1944), «Острізький» (Громадюк Олексій)(з 02.1944). 

## Історія загону
Загін діяв у південно-західній частині Волинської області, нинішні райони Володимир-Волинський, Іваничі, Локачі та Горохів. Окремі бойові відділи на цьому терені після організації діють уже в березні 1943, першою — сотня «імені Івана Мазепи» під командою Сосенка в Володимир-Волинському р-ні. Мабуть, уже весною створюють бойову базу «Січ», де стоїть штаб, зброярня, шпиталь; вишколюють один курінь, Підстаршинську школу «імені С. Петлюри». На терені загону, зокрема в Горохівщині, протягом весни й літа йдуть жорстокі бої з нацистами. Власне в Загорові на Горохівщині йде 9 вересня героїчний бій однієї чоти під командою Берези проти сотень нацистів, що атакували.
Загін формально створюють при кінці серпня чи в вересні 1943. В жовтні в загоні — вже три курені: 7-ий імені князя Святослава, 8-ий імені Сагайдачного, та 9-ий, мабуть, імені Б. Хмельницького. Чисельний стан загону на 30 листопада: 1.049 вояків. Командири куренів у різні періоди — Голуб, Мирон, Вітер, Бескид, Остап. У грудні частину вояцтва звільняють, відпускають в рідні села на період зміни лінії фронту; інші відділи також тимчасово розформовують. У січні 1944 на терен несподівано прибула рейдом під командою генерал-майора Петра Вершигори дивізія ЧП «імені Сидора Ковпака», яка знищила базу «Січ» та в наглих наскоках розбила розчленовані відділи, які готовилися на перехід фронту. Щойно під кінець лютого знову вдається зібрати частину вояцтва, відновити загін під командою Остріжського в силі всього трьох сотень.
Із зміною лінії фронту та несподіваною його стабілізацією на лінії Ковель-Броди загін, опинившись у безпосередній прифронтовій смузі по німецькому боці, змушений відійти на Холмщину. В Грубешівському повіті його беруть до оперативних дій ВО2 «Буг» на «протипольському фронті» — для оборони населення українських сіл від нападів відділів АК. Коли в липні фронт подався на захід, загін успішно проривається на Волинь, іде в боях аж у Маневицький район. Тут його переформовують на чоти, він діє далі на новому терені. Після реорганізації УПА-Північ в серпні 1944 на базі загону створюють бригаду «Холмська», яка воює під контролем новоствореної ВО «Завихост».

## Персоналії
- Варм Шая Давидович — лікар